# Variabilité génétique
 (juin 2021).
La mise en forme du texte ne suit pas les recommandations de Wikipédia : il faut le « wikifier ».
Les points d'amélioration suivants sont les cas les plus fréquents :
- Les titres sont pré-formatés par le logiciel. Ils ne sont ni en capitales, ni en gras.
- Le texte ne doit pas être écrit en capitales (les noms de famille non plus), ni en gras, ni en italique, ni en « petit »…
- Le gras n'est utilisé que pour surligner le titre de l'article dans l'introduction, une seule fois.
- L'italique est rarement utilisé : mots en langue étrangère, titres d'œuvres, noms de bateaux, etc.
- Les citations ne sont pas en italique mais en corps de texte normal. Elles sont entourées par des guillemets français : « et ».
- Les listes à puces sont à éviter, des paragraphes rédigés étant largement préférés. Les tableaux sont à réserver à la présentation de données structurées (résultats, etc.).
- Les appels de note de bas de page (petits chiffres en exposant, introduits par l'outil «  Source ») sont à placer entre la fin de phrase et le point final[comme ça].
- Les liens internes (vers d'autres articles de Wikipédia) sont à choisir avec parcimonie. Créez des liens vers des articles approfondissant le sujet. Les termes génériques sans rapport avec le sujet sont à éviter, ainsi que les répétitions de liens vers un même terme.
- Les liens externes sont à placer uniquement dans une section « Liens externes », à la fin de l'article. Ces liens sont à choisir avec parcimonie suivant les règles définies. Si un lien sert de source à l'article, son insertion dans le texte est à faire par les notes de bas de page.
- La présentation des références doit suivre les conventions bibliographiques. Il est recommandé d'utiliser les modèles {{Ouvrage}}, {{Chapitre}}, {{Article}}, {{Lien web}} et/ou {{Bibliographie}}. Le mode d'édition visuel peut mettre en forme automatiquement les références.
- Insérer une infobox (cadre d'informations à droite) n'est pas obligatoire pour parachever la mise en page.

Pour une aide détaillée, merci de consulter Aide:Wikification.
Si vous pensez que ces points ont été résolus, vous pouvez retirer ce bandeau et améliorer la mise en forme d'un autre article.
La variabilité génétique est soit la présence, soit la génération de différences génétiques. Elle est définie comme « la formation d'individus de génotype différent, ou la présence d'individus génotypiquement différents, contrairement aux différences induites par l'environnement qui, en règle générale, ne provoquent que des changements temporaires et non héréditaires du phénotype ». La variabilité génétique d'une population est importante pour la biodiversité .

## Causes
Il existe de nombreuses sources de variabilité génétique dans une population :
- La Recombinaison homologue est une source significative de variation. Pendant la Méiose dans les organes sexués, deux Chromosome homologue s’enjambent l’un à l’autre et échangent du matériel génétique. Les chromosomes se séparent et sont prêts à contribuer dans la formation d’une progéniture. La recombinaison se fait au hasard[réf. nécessaire] et est dirigée par son propre ensemble de gènes. Étant contrôlée par les gènes signifie que la recombinaison est variable en fréquence.
- L’Immigration, l’Émigration , et la translocation (génétique) - chacun de ces derniers sont des mouvements d’un individu sortant ou entrant une population. Quand un individu vient d’une population précédemment isolée génétiquement et entre une nouvelle population, cela va augmenter la variété génétique de la prochaine génération si elle se reproduit[3].
- La Polyploïdie – avoir plus de deux chromosomes homologues, permet plus de recombinaison pendant la méiose, ce qui permet plus de variété génétique dans la descendance.
- Les centromères diffus dans les organismes Asexué où la descendance est une copie exacte du parent, il y a des sources limitées de variété génétique. Une chose qui augmente la variété est avoir des centromères diffus au lieu des Centromère localisés. Les centromères diffus permettent les Chromatide de se séparer de plusieurs façons ce qui permet au chromosome une fragmentation et la polyploïdie créant plus de variété[4].
- Les mutations contribuent à la variété génétique dans une population et peuvent avoir des effets positifs, négatifs ou neutres sur une remise en forme[5]. Cette variété peut être facilement propagée à travers une population par Sélection naturelle si la mutation augmente l’aptitude de l’individu affecté et si ses effets seront atténués/cachés si la mutation est délétère. Par contre, plus la population et sa variation génétique est petite, plus il y a des chances que les mutations récessives délétères vont apparaître causant une Dérive génétique.

Les dommages de l'ADN sont très fréquents, se produisant en moyenne plus de 60 000 fois/jour et par cellule chez l'Homme en raison de processus métaboliques ou hydrolytiques, résumés dans les dommages à l'ADN (naturels) . La plupart des dommages de l'ADN sont réparés avec précision par divers mécanismes de réparation de l'ADN. Cependant, certains dommages à l'ADN subsistent et donnent lieu à des mutations.
Il semble que la plupart des mutations spontanées résultent d'une réplication sujette aux erreurs (synthèse par trans lésion ) après une lésion de l'ADN dans le brin matrice. Par exemple, chez la levure, plus de 60 % des substitutions et délétions spontanées d'une seule paire de bases sont probablement dues à la synthèse par translésion. Une autre source importante de mutation est un processus de réparation de l'ADN inexact, la jonction d'extrémités non homologues, qui est souvent utilisée pour réparer les cassures double brin de l'ADN. (Voir aussi Mutation) Ainsi, il semble que les dommages à l'ADN soient la cause sous-jacente de la plupart des mutations spontanées, soit en raison de dommages antérieurs à la réplication sujettes aux erreurs, soit à cause de la réparation des dommages sujettes aux erreurs.

## Facteurs diminuant la variabilité génétique
Il existe de nombreuses sources diminuant la variabilité génétique dans une population :
- Perte d'habitat, y compris :
  - La fragmentation de l'habitat produit une discontinuité dans l'habitat d'un organisme, de sorte que le métissage est limité. La fragmentation peut être causée par de nombreux facteurs, notamment des processus géologiques ou des événements d'origine humaine. La fragmentation peut en outre permettre une dérive génétique pour réduire la diversité génétique locale.
  - Le changement climatique est un changement drastique et durable des régimes météorologiques. En chassant les espèces de leur niche fondamentale, le changement climatique peut réduire la taille de la population et, par conséquent, la variation génétique.
- L' effet fondateur, qui se produit lorsqu'une population est fondée par peu d'individus.

## Voir également
- Évolutivité
- Diversité génétique
  - Médecine personnalisée